# في الخمر الحقيقة

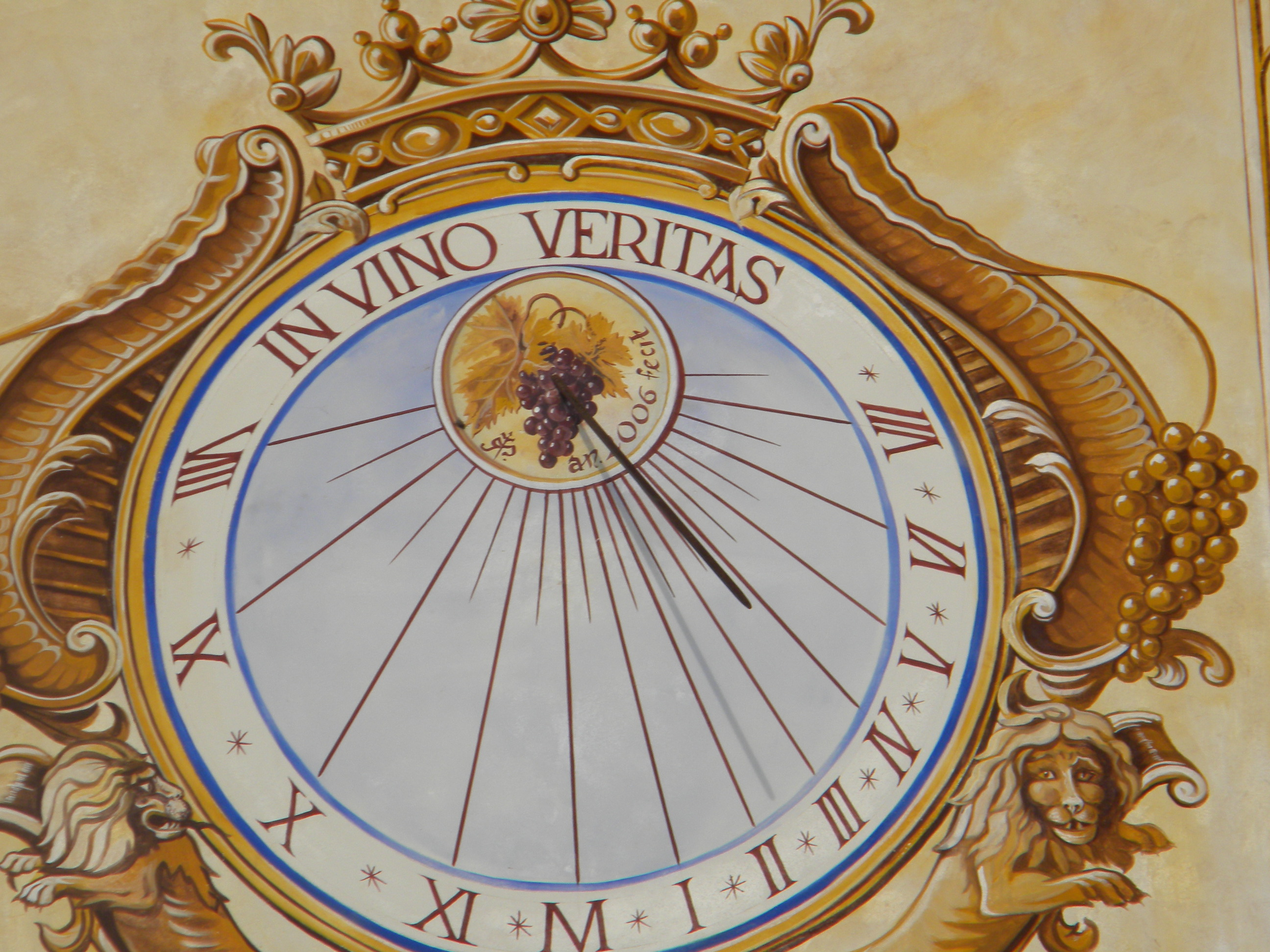
ساعة شمسية تعلوها عبارة "كَكُلِّ سكِّير صادقٍ" في فرنسا

في الخمر الحقيقة (باللاتينية: In vino veritas، أي: الصدقُ يخرجُه النبيذ) هي عبارة ذات أصول لاتينية، وتشير العبارة أن الشخص الذي يكون تحت تأثير الخمر يتحدث بحقيقة رغباته الخفية وأفكاره التي كان يمتنع عن البوح بها. وقد اشتقت هذه العبارة من مثل لاتيني قديم يقول "في الخمر الحقيقة، وفي الماء الصحة الجيدة. وقد توجد العديد من العبارات المشابهة في لغاتٍ أخرى.
وجدت هذه العبارة مع ترجمتها اليونانية "Ἐν οἴνῳ ἀλήθεια" في كتاب أداجيا للأمثال اليونانية للفيلسوف إراسماس. كما توجد هذه العبارة في كتاب "Naturalis historia" الذي كتبه بلينيوس الأكبر.